# Christopher de Hamel
Christopher Francis Rivers de Hamel (Londra, 20 novembre 1950) è uno scrittore britannico.

## Biografia
Figlio di Francis Alexander de Hamel e Joan Littledale Pollock, è nato a Londra il 20 novembre 1950.
Dopo aver frequentato il King's High School a Dunedin (periodo nel quale comincia già ad interessarsi ai manoscritti), ha conseguito un Bachelor of Arts in storia all'Università di Otago con una tesi sul Trattato di Waitangi nel 1972 e successivamente un dottorato di ricerca all'Università di Oxford con una tesi sull'esegesi biblica nel XII secolo.
Membro della Society of Antiquaries of London, è ritenuto tra i massimi esperti di manoscritti medievali e di miniatura.
Fellow a vita del Corpus Christi College di Cambridge, con Storia di dodici manoscritti ha vinto il Duff Cooper Prize nel 2016 e il Wolfson History Prize l'anno successivo.

## Opere principali

### Saggi
- Manoscritti miniati (A History of Illuminated Manuscripts, 1986), Milano, Rizzoli, 1987 traduzione di Marina Anzil ISBN 88-17-24240-3.
- Syon Abbey, The library of the Bridgettine Nuns and their Peregrinations after the Reformation (1991)
- Scribes and Illuminators (1992)
- The Book: a History of the Bible (2001)
- The Rothschilds and their Collections of Illuminated Manuscripts (2005)
- The Macclesfield Alphabet Book: a facsimile con Patricia Lovett (2010)
- Gilding the Lilly: a Hundred Medieval and Illuminated Manuscripts in the Lilly Library (2010)
- (EN) Meetings with Remarkable Manuscripts, London, Penguin Books, 2016, ISBN 978-0-241-00304-6.
  -  Storia di dodici manoscritti, traduzione di Massimo Parizzi e Chiara Rizzo, Milano, Mondadori, 2017, ISBN 978-88-04-68180-9.
- Making Medieval Manuscripts (2018)

## Premi e riconoscimenti
- Duff Cooper Prize: 2016 vincitore con Storia di dodici manoscritti
- Wolfson History Prize: 2017 vincitore con Storia di dodici manoscritti

## Ascendenza
|                               |                        |                                | Genitori                        |  |  | Nonni |  |  | Bisnonni        |  |  | Trisnonni |  |
|                               |                        |                                |                                 |  |  |       |  |  | Egbert de Hamel |  |  | …         |  |
|                               |                        |                                |                                 |  |  |       |  |  | Egbert de Hamel |  |  | …         |  |
|                               |                        | …                              |                                 |  |  |       |  |  | Egbert de Hamel |  |  |           |  |
| Egbert Alexander de Hamel     |                        |                                |                                 |  |  |       |  |  | Egbert de Hamel |  |  |           |  |
|                               |                        | …                              | …                               |  |  |       |  |  |                 |  |  |           |  |
|                               |                        | …                              | …                               |  |  |       |  |  |                 |  |  |           |  |
|                               |                        | …                              | …                               |  |  |       |  |  |                 |  |  |           |  |
| Francis Alexander de Hamel    |                        | …                              |                                 |  |  |       |  |  |                 |  |  |           |  |
|                               |                        | Edward Herbert Myddelton-Gavey | …                               |  |  |       |  |  |                 |  |  |           |  |
|                               |                        | Edward Herbert Myddelton-Gavey | …                               |  |  |       |  |  |                 |  |  |           |  |
|                               |                        | Edward Herbert Myddelton-Gavey | …                               |  |  |       |  |  |                 |  |  |           |  |
| Evelyn Violet Myddelton-Gavey |                        | Edward Herbert Myddelton-Gavey |                                 |  |  |       |  |  |                 |  |  |           |  |
|                               |                        | Frances Caroline Catt          | …                               |  |  |       |  |  |                 |  |  |           |  |
|                               |                        | Frances Caroline Catt          | …                               |  |  |       |  |  |                 |  |  |           |  |
|                               |                        | Frances Caroline Catt          | …                               |  |  |       |  |  |                 |  |  |           |  |
| Christopher de Hamel          |                        | Frances Caroline Catt          |                                 |  |  |       |  |  |                 |  |  |           |  |
|                               | William Rivers Pollock | George Frederick Pollock       |                                 |  |  |       |  |  |                 |  |  |           |  |
|                               | William Rivers Pollock | George Frederick Pollock       |                                 |  |  |       |  |  |                 |  |  |           |  |
|                               | William Rivers Pollock | Frances Diana Herbert          |                                 |  |  |       |  |  |                 |  |  |           |  |
| Humphrey Rivers Pollock       | William Rivers Pollock |                                |                                 |  |  |       |  |  |                 |  |  |           |  |
|                               |                        | Annie Athol Stewart            | James Horne Stewart             |  |  |       |  |  |                 |  |  |           |  |
|                               |                        | Annie Athol Stewart            | James Horne Stewart             |  |  |       |  |  |                 |  |  |           |  |
|                               |                        | Annie Athol Stewart            | Harriet Eliza Boyce             |  |  |       |  |  |                 |  |  |           |  |
| Joan Littledale Pollock       |                        | Annie Athol Stewart            |                                 |  |  |       |  |  |                 |  |  |           |  |
|                               |                        | Willoughby Aston Littledale    | Henry Anthony Littledale        |  |  |       |  |  |                 |  |  |           |  |
|                               |                        | Willoughby Aston Littledale    | Henry Anthony Littledale        |  |  |       |  |  |                 |  |  |           |  |
|                               |                        | Willoughby Aston Littledale    | Mary Elizabeth Armytage         |  |  |       |  |  |                 |  |  |           |  |
| Eleanor Violet Littledale     |                        | Willoughby Aston Littledale    |                                 |  |  |       |  |  |                 |  |  |           |  |
|                               |                        | Violet Thursby                 | John Hardy Thursby, I baronetto |  |  |       |  |  |                 |  |  |           |  |
|                               |                        | Violet Thursby                 | John Hardy Thursby, I baronetto |  |  |       |  |  |                 |  |  |           |  |
|                               |                        | Violet Thursby                 | Clara Williams                  |  |  |       |  |  |                 |  |  |           |  |
|                               |                        | Violet Thursby                 |                                 |  |  |       |  |  |                 |  |  |           |  |